# Dharmapura, Hunsur
Dharmapura là một làng thuộc tehsil Hunsur, huyện Mysore, bang Karnataka, Ấn Độ.